# Teatr Montownia
Teatr Montownia – niezależna grupa teatralna, założona w 1996 przez absolwentów Warszawskiej Akademii Teatralnej im. Aleksandra Zelwerowicza.
Przez wiele lat Teatr Montownia nie posiadał własnej sceny, grając gościnnie w wielu warszawskich teatrach, w m.in. Teatrze Studio Buffo i Teatrze Powszechnym. Od roku 2005 zespół miał swoją siedzibę w Centrum Artystycznym Montownia przy ul. Konopnickiej 6, jednak w 2007 zrezygnował ze współprowadzenia tego obiektu. Od tego czasu ponownie występuje gościnnie na różnych scenach. W ostatnim czasie większość spektakli Montowni odbywa się w teatrach należących do Krystyny Jandy i jej fundacji: Teatrze „Polonia” i Och-Teatrze.
Trzon Montowni od początku jej istnienia stanowią Adam Krawczuk, Marcin Perchuć, Rafał Rutkowski i Maciej Wierzbicki. Z zespołem współpracują również m.in. Krzysztof Stelmaszyk i Cezary Kosiński.

## Spektakle
- Zabawa (1995), Koło Naukowe PWST[1]
- Szelmostwa Skapena (1996), Teatr Powszechny
- Śpiew nocy letniej (1997), Teatr Mały
- Śleboda, czyli cenniejsi jesteście niż wróble (1997), Teatr Powszechny
- Zdobycie bieguna południowego (1997), Teatr Powszechny
- Niedoczyste (1998), Teatr Powszechny
- Wspólny pokój (1998), Teatr Studio
- Historia o raju utraconym, czyli... będzie lepiej (1999), Spektakl plenerowy
- Po naszemu (1999), Teatr Powszechny
- O mój tato, biedny tato, matka powiesiła cię w szafie na śmierć, a mnie się serce kraje na ćwierć (2000), Teatr Studio
- Trans – Atlantyk (2000), Collegium Nobilium
- McQichote (2001), Collegium Nobilium
- Testosteron (2002), Teatr Nowy / Teatr Studio Buffo
- Historia o Narodzeniu Pana Jezusa na Dworcu Centralnym (2003), Dworzec Centralny w Warszawie
- Smutna Królewna (2004), Teatr Studio Buffo
- Peer Gynt (2005), Montownia
- Lovv (2006), Montownia
- Wojna na trzecim piętrze (2006), Montownia
- Kamienie w kieszeniach  (2007), Montownia
- Utwór sentymentalny na czterech aktorów (2008), Teatr Praga
- Bóg (2008), Teatr Polonia
- To nie jest kraj dla wielkich ludzi (2008), Klubokawiarnia Chłodna
- Edmond (2009), Collegium Nobilium
- Ojciec Polski (2009), Teatr Polonia
- Kubuś Fatalista (2010), OCH-TEATR
- Wąsy (2012), OCH-TEATR